# So expiratiu
Són sons que es generen per mitjà de l'aire expirat procedent dels pulmons. Es poden classificar a partir de diferents criteris:
Segons si es produeixen amb la vibració de les cordes vocals o no.
- Sons sonors
- Sons sords

Segons si es produeixen amb la participació de la cavitat nasal com a ressonador o no:
- Sons nasals
- Sons orals

Segons si es produeixen amb la presència d'un obstacle a la cavitat bucal (o a la faringe) o no.
- Sons consonàntics o consonants
- Sons semivocàlics o semivocals
- Sons vocàlics o vocals